# Юань Гэнинь, Иосиф
Иосиф Юань Гэнинь (кит.  袁庚寅若瑟, 1853 г., Хуэй, провинция Хэбэй, Китай — июль 1900 г., Даинь, провинция Хэбэй, Китай) — святой Римско-Католической Церкви,  мученик.

## Биография
Иосиф Юань Гэнинь родился в 1853 году в деревне Хуэй, провинция Хэбэй, Китай.  
В 1899 году в Китае началось ихэтуаньское восстание боксёров, во время которого со стороны повстанцев стали жестоко преследоваться христиане. В июле 1900 года Иосиф Юань Гэнинь был схвачен боксёрами, которые предложили ему поклониться языческим идолам. Некоторые повстанцы предлагали Иосифу Юань Гэниню отказаться от своей веры, чтобы сохранить жизнь, но он отказался, после чего был убит. 

## Прославление
Иосиф Юань Гэнинь был беатифицирован 17 апреля 1955 года Римским Папой Пием II и канонизирован 1 октября 2000 года Римским Папой Иоанном Павлом II вместе с группой 120 китайских мучеников.
День памяти в Католической Церкви — 9 июля.

## Источник
- George G. Christian OP, Augustine Zhao Rong and Companions, Martyrs of China, 2005, стр. 84 (недоступная ссылка)  (англ.)